# ساداهارو أو
ساداهارو أو (Sadaharu Oh)، أو وانج تشينشيه (Wang Chenchih) ((بالصينية التقليدية: 王貞治؛ بالصينية المبسطة: 王贞治؛ البينيين: Wáng Zhēnzhì)، Hepburn: Ō Sadaharuوُلد في 20 من مايو لعام 1940م)هو لاعب ومدرب بيسبول ياباني صيني معتزل. استخدم يده اليسرى في ضرب الكرة ورميها وقد كان موقعه الأساسي القاعدة الأولى. وكان «أو»، الذي وُلد في سوميدا، طوكيو لأب صيني وأم يابانية،  قد وقع في بداية الأمر لفريق باورهورس يوميؤوري جينتس عام 1959م للعب في موقع رامي الكرة ثم سرعان ما انتقل إلى اللعب في مركز القاعدة الأولى. وتحت إشراف المدرب هيروشي أراكاوا، طور «أو» من ضربة الرِجل التي كان يتميز بها والتي تُسمى بضربة النحام الوردي". وقد قفز متوسط ضرب الكرة للاعب «أو» من 161 في موسم بدايته إلى 270 ضربة في عام 1960م، كما زاد عدد النقاط التي أحرزها من ضرب الكرة خارج الملعب أكثر من الضعف. وقد انخفض أداؤه قليلًا في التصنيفات الإحصائية للبيسبول عام 1961م، ولكن أداء «أو» شهد طفرة كبيرة عام 1962م. وقد حصل على لقب بطل ضرب الكرة خمس مرات وقاد اللاعبين اليابانيين لإحراز نقاط من ضرب الكرة خارج الملعب 15 مرة وفاز بجائزة أفضل لاعب في دوري نبيبون للبيسبول للمحترفين تسع مرات. وفي عام 1977م، أصبح ساداهارو أو أول من يحصل على جائزة رئيس الوزراء الياباني.
وقد استأثر «أو» باللعب خلال مسيرته المهنية التي استمرت لمدة 22 عامًا لفريق يوميؤوري جينتس وقد تولى إدارة الفريق من عام 1984م إلى عام 1988م. وقد حقق «أو» رقما عالميًا بإحراز 868 نقطة من ضرب الكرة خارج الملعب في الدوري الرئيس للبيسبول باليابان بالإضافة إلى إحرازه رقمًا قياسيًا بتسجيل 55 نقطة من ضرب الكرة خارج الملعب في موسم واحد للدوري الياباني للبيسبول عام 1964م، كما تولى إدارة فريق منذ عام 1995م حتى عام 2008م، كما تولى إدارة الفريق الوطني الياباني للبيسبول في افتتاح افتتاح بطولة العالم للبيسبول. وقد هزم الفريق الياباني الفريق الوطني الكوبي للبيسبول في مباراة النهائي وحصل على لقب البطولة. ويحتل «أو» حاليًا منصب رئيس مجلس إدارة فريق هوكس.
يحمل ساداهارو أو جنسية المواطنة في جمهورية الصين (تايوان). «أو» أب لثلاث بنات. وتعمل ابنته الثانية ري أو (وُلدت عام 1970م))، كمذيعة رياضية ومقدمة برامج في شبكة الإذاعة J-Wave.

## وصلات خارجية
- ساداهارو أو على موقع الدوري الياباني لكرة القاعدة (الإنجليزية)
- ساداهارو أو على موقع جمعية أبحاث البيسبول الأمريكية (الإنجليزية)
- ساداهارو أو على موقع أوليمبيديا (الإنجليزية)

- Oh for Cooperstown? Part I by Jim Albright
- Oh for Cooperstown? Part II by Jim Albright